# Thamnophis valida
Espèce
Synonymes
- Regina valida Kennicott, 1860
- Tropidonotus celaeno Cope, 1860
- Tropidonotus quadriserialis Fischer, 1879
- Natrix valida (Kennicott, 1860)
- Natrix valida isabelleae Conant, 1953
- Natrix valida thamnophisoides Conant, 1961

Statut de conservation UICN

 LC  : Préoccupation mineure
Thamnophis valida est une espèce de serpents de la famille des Natricidae. 

## Répartition
Cette espèce est endémique du Mexique. Elle se rencontre dans les États de Basse-Californie du Sud et de Chihuahua.

## Description
Cette espèce est vivipare. 

## Liste des sous-espèces
Selon The Reptile Database (6 septembre 2013) :
- Thamnophis valida celaeno (Cope, 1860)
- Thamnophis valida isabelleae (Conant, 1953)
- Thamnophis valida thamnophisoides (Conant, 1961)
- Thamnophis valida valida (Kennicott, 1860)

## Publications originales
- Conant, 1953 : Three new water snakes of the genus Natrix from Mexico. Natural history miscellanea, vol. 126, p. 1-15.
- Conant, 1961 : A new water snake from Mexico, with notes on anal plates and apical pits in Natrix and Thamnophis. American Museum Novitates, n. 2060, p. 1-22 (texte intégral).
- Cope, 1861 "1860" : Notes and descriptions of new and little-known species of American reptiles. Proceedings of the Academy of Natural Sciences of Philadelphia, vol. 12, p. 339-345 (texte intégral).
- Kennicott, 1860 : Descriptions of new species of North American serpents in the museum of the Smithsonian Institution, Washington. Proceedings of the Academy of Natural Sciences of Philadelphia, vol. 12, p. 328-338 (texte intégral).